# Русские Тишки
Ру́сские Тишки́ (укр. Руські Тишки) — село в Харьковском районе Харьковской области Украины. Является административным центром Русско-Тишковского сельсовета, в который также входят сёла Петровка, Украинское и Черкасские Тишки.

## Географическое положение
Село Русские Тишки находится в 20 км от Харькова на берегу реки Харьков в месте впадения в неё реки Муром (левый приток), выше по течению на расстоянии в 1,5 км расположено село Борщевая, ниже по течению примыкает село Черкасские Тишки. Выше по течению реки Муром в 2-х км расположена плотина Муромского водохранилища.

## Демография
Население по данным переписи 2001 года составляло 1908 человек (874 мужчины и 1034 женщины).

## История
Село основано в 1663 году.
Праздник села отмечается 16 августа — день освобождения села от немецких захватчиков в 1943 году.
В 1966 году население составляло 1296 человек; в селе действовали школа, клуб, библиотека; в совхозе им. Карла Маркса имелись 6400 га земли.
В 2014 году в селе построен коттеджный посёлок Удачино.
В 2022 году во время нападения России на Украину (2022) село было занято российскими войсками, но позже отбито в ходе контрнаступления Вооружёнными силами Украины

## Экономика
- Частный конный клуб
- ООО «Возрождение»

## Объекты социальной сферы
- Русско-Тишковский лицей

## Достопримечательности
- Братская могила советских воинов. Похоронено 33 воина.